# Drusus vespertinus
Drusus vespertinus là một loài Trichoptera trong họ Limnephilidae. Chúng phân bố ở miền Cổ bắc.